# Municipio de Federal Point
El municipio de Federal Point (en inglés: Federal Point Township) es un municipio ubicado en el  condado de New Hanover en el estado estadounidense de Carolina del Norte. En el año 2010 tenía una población de 25.469 habitantes.

## Geografía
El municipio de Federal Point se encuentra ubicado en las coordenadas 34°3′6.71″N 77°54′10.47″O / 34.0518639, -77.9029083.